# Чемпионат Северной, Центральной Америки и Карибского бассейна по волейболу среди мужчин 2015
24-й чемпионат Северной, Центральной Америки и Карибского бассейна (NORCECA) по волейболу среди мужчин проходил с 5 по 10 октября 2015 года в Кордове (Мексика) с участием 7 национальных сборных команд. Чемпионский титул впервые в своей истории выиграла сборная Канады.

## Команды-участницы
Предварительный состав участников выглядел следующим образом:
Мексика — команда страны-организатора;
США, Канада, Куба, Пуэрто-Рико, Доминиканская Республика — по результатам рейтинга NORCECA;
Коста-Рика — победитель розыгрыша Центральноамериканского Кубка 2014;
Тринидад и Тобаго — победитель Карибского чемпионата 2014;
Сент-Люсия — победитель Восточно-Карибского чемпионата 2014.
От участия в чемпионате отказались сборные Доминиканской Республики и Сент-Люсии. Вместо последней в число участников включён Гондурас.
Накануне турнира отказался от участия и действующий чемпион NORCECA сборная США, мотивировав это тем, что текущий чемпионат кроме прочего является ещё и одним из этапов отбора на Олимпиаду-2016, а американская национальная команда уже отобралась на Игры в качестве победителя розыгрыша Кубка мира-2015.
Окончательный состав участников: Гондурас, Канада, Коста-Рика, Куба, Пуэрто-Рико, Мексика, Тринидад и Тобаго.

## Система проведения чемпионата
7 команд-участниц на предварительном этапе были разбиты на две группы, в которых команды играли в один круг. Первичным критерием при распределении мест в группах служило общее количество побед, затем количество набранных очков, соотношение партий, соотношение игровых очков и, наконец, результаты личных встреч. За победу со счётом 3:0 начислялось 5 очков, за победу 3:1 — 4, 3:2 — 3 очка, за поражение 2:3 проигравший получал 2 очка, 1:3 — 1 и за поражение 0:3 очки не начислялись. Победители групп напрямую вышли в полуфинал плей-офф. Команды, занявшие в группах 2-е и 3-и места, вышли в четвертьфинал и в стыковых матчах определили ещё двух участников полуфинала. Полуфиналисты по системе с выбыванием определили призёров первенства.

## Предварительный этап

### Группа А
| М | Команда     | 1   | 2   | 3   | И | В | П | С/П | О  |
| - | ----------- | --- | --- | --- | - | - | - | --- | -- |
| 1 | Канада      |     | 3:0 | 3:0 | 2 | 2 | 0 | 6:0 | 10 |
| 2 | Пуэрто-Рико | 0:3 |     | 3:0 | 2 | 1 | 1 | 3:3 | 5  |
| 3 | Гондурас    | 0:3 | 0:3 |     | 2 | 0 | 2 | 0:6 | 0  |

 США — отказ.
5 октября: Канада — Гондурас 3:0 (25:13, 25:10, 25:10).
6 октября: Пуэрто-Рико — Гондурас 3:0 (25:16, 25:19, 25:13).
7 октября: Канада — Пуэрто-Рико 3:0 (25:23, 25:17, 25:23).

### Группа В
| М | Команда           | 1   | 2   | 3   | 4   | И | В | П | С/П | О  |
| - | ----------------- | --- | --- | --- | --- | - | - | - | --- | -- |
| 1 | Куба              |     | 3:0 | 3:0 | 3:0 | 3 | 3 | 0 | 9:0 | 15 |
| 2 | Мексика           | 0:3 |     | 3:0 | 3:0 | 3 | 2 | 1 | 6:3 | 10 |
| 3 | Коста-Рика        | 0:3 | 0:3 |     | 3:1 | 3 | 1 | 2 | 3:7 | 4  |
| 4 | Тринидад и Тобаго | 0:3 | 0:3 | 1:3 |     | 3 | 0 | 3 | 1:9 | 1  |

5 октября: Куба — Коста-Рика 3:0 (25:14, 25:13, 25:18); Мексика — Тринидад и Тобаго 3:0 (25:22, 25:16, 25:22).
6 октября: Куба — Тринидад и Тобаго 3:0 (25:11, 25:13, 25:12); Мексика — Коста-Рика 3:0 (25:21, 25:18, 25:19).
7 октября: Коста-Рика — Тринидад и Тобаго 3:1 (20:25, 25:18, 25:23, 25:21); США — Канада 3:0 (25:15, 25:11, 25:13).

## Плей-офф

### Четвертьфинал
8 октября
Пуэрто-Рико — Коста-Рика 3:0 (25:17, 25:19, 25:19)
Мексика — Гондурас 3:0 (25:20, 25:13, 25:22)

### Полуфинал за 5—7 места
9 октября
Гондурас — Коста-Рика 3:2 (25:23, 20:25, 23:25, 25:21, 15:6).

### Полуфинал за 1—4 места
9 октября
Канада — Мексика 3:2 (20:25, 25:16, 18:25, 25:17, 15:7)
Куба — Пуэрто-Рико 3:1 (20:25, 25:20, 25:23, 25:22)

### Матч за 6-е место
10 октября
Тринидад и Тобаго — Коста-Рика 3:0 (27:25, 25:13, 25:23).

### Матч за 3-е место
10 октября
Пуэрто-Рико — Мексика 3:0 (25:23, 25:21, 25:19).

### Финал
| 10 октября 2015 | \| Канада \| 3:1 norceca.net \| Куба \| \| Тайлер Сандерс Джон-Гордон Перрин (18) Джастин Дафф (12) Дэниэл Янсен-Вандорн (6) Фредерик Уинтерс (8) Никлас Хоуг (15) Дэниэл Льюис (л) Кэмерон Бэнн-Блэр (л) Тонтье ван Ланквельт (4) Макс Бёрт (3) Руди Верхуфф (1) Дастин Шнайдер (1) Стивен Маршалл (2) \| Голы \| Рикардо Кальво Мансано (3) Хавьер Хименес Скуль (10) Роландо Сепеда Абреу (10) Ливан Осория Родригес (9) Марио Луис Ривера Санчес (2) Луис Соса Сьерра (7) Йондер Гарсия Альварес (л) Османи Уриарте Местре (12) Абрахан Альфонсо Гавилан (1) Осниэль Мельгарехо Эрнандес \| | Кордова «Arena Cordoba» 2500 зрителей |
| Счёт по партиям — 25:23, 19:25, 25:18, 25:17. Время матча — 1 час 43 минуты. Судьи: Сауль Соса, Эктор Ортис. | | |
| Канада | 3:1 norceca.net | Куба |
| Тайлер Сандерс Джон-Гордон Перрин (18) Джастин Дафф (12) Дэниэл Янсен-Вандорн (6) Фредерик Уинтерс (8) Никлас Хоуг (15) Дэниэл Льюис (л) Кэмерон Бэнн-Блэр (л) Тонтье ван Ланквельт (4) Макс Бёрт (3) Руди Верхуфф (1) Дастин Шнайдер (1) Стивен Маршалл (2) | Голы | Рикардо Кальво Мансано (3) Хавьер Хименес Скуль (10) Роландо Сепеда Абреу (10) Ливан Осория Родригес (9) Марио Луис Ривера Санчес (2) Луис Соса Сьерра (7) Йондер Гарсия Альварес (л) Османи Уриарте Местре (12) Абрахан Альфонсо Гавилан (1) Осниэль Мельгарехо Эрнандес |

## Итоги

### Положение команд
| Канада               |
| Куба                 |
| Пуэрто-Рико          |
| 4. Мексика           |
| 5. Гондурас          |
| 6. Тринидад и Тобаго |
| 7. Коста-Рика        |

Четыре лучшие команды (Канада, Куба, Пуэрто-Рико, Мексика) квалифицировались на олимпийский отборочный турнир зоны Северной, Центральной Америки и Карибского бассейна.

### Призёры
Канада: Тайлер Сандерс, Джон Гордон Перрин, Дэниэл Льюис, Руди Верхуфф, Джастин Дафф, Адам Симак, Дастин Шнайдер, Тонтье ван Ланквельт, Дэниэл Янсен-Вандорн, Макс Бёрт, Фредерик Уинтерс, Никлас Хоуг, Кэмерон Бэнн-Блэр, Стивен Маршалл. Тренер — Гленн Хоуг.
  Куба: Осниэль Мельгарехо Эрнандес, Рикардо Кальво Мансано, Хавьер Консепсьон Рохас, Йондер Гарсия Альварес, Роландо Сепеда Абреу, Ливан Осориа Родригес, Абрахан Альфонсо Гавилан, Марио Луис Ривера Санчес, Османи Уриарте Местре, Луис Соса Сьерра, Адриан Гойде Арредондо. Тренер — Родольфо Луис Санчес.
  Пуэрто-Рико: Эдгардо Гоас, Деннис дель Валье, Анхель Перес, Энрике Эскаланте, Эдди Ривера, Эзекиэль Крус Лосада, Морис Торрес, Эктор Сото, Манникс Роман, Хосе Нуньес, Джэксон Ривера, Секиэль Санчес. Тренер — Луис Хавьер Гаспар.

### Индивидуальные призы
MVP:  Никлас Хоуг
Лучший связующий:  Педро Ранхель
Лучший диагональный:  Роландо Сепеда
Лучшие доигровщики:  Джон Гордон Перрин,  Хорхе Барахас
Лучшие блокирующие:  Луис Соса,  Дэниэл Янсен-Вандорн
Лучший либеро:  Деннис дель Валье
Лучший на подаче:  Никлас Хоуг
Лучший на приёме:  Йондер Гарсия
Лучший в защите:  Деннис дель Валье
Самый результативный:  Ричард Смит-Холл